# خوسيه مارتشال
خوسيه مارتشال (بالبرتغالية: José Marçal‏) هو لاعب كرة قدم برتغالي في مركز حراسة المرمى، ولد في 20 أغسطس 1993 في فافي في البرتغال. لعب مع AD Fafe ‏.

## وصلات خارجية
- خوسيه مارتشال على موقع قاعدة بيانات كرة القدم.إي يو (الإنجليزية)
- خوسيه مارتشال على موقع Soccerway.com (الإنجليزية)